# Dödsvalsen
Dödsvalsen är ett pianostycke komponerat av John Stump. Fulla namnet på stycket är Faerie's Aire and Death Waltz. Pianostycket var egentligen bara ett skämt, komponerat på ett sådant absurt sätt att ingen skulle kunna spela det själv. I stycket ingår till exempel noteringar som "släpp pingvinerna", "som ett luftskepp" och “Gong duett”.
Notskriften bildar olika slags symboler vilket ger den en visuell estetik. Dödsvalsen har spelats av orkester.

## Förvirring
Dödsvalsen blandas ofta ihop med andra stycken. Den mest vanliga melodin som brukar förknippas med Dödsvalsen är en låt från ett japanskt spel. Anledningen till detta är att musikstycket spridits på Internet under namnet Dödsvalsen. Kompositionerna är dock olika sett till noterna.